# Pharaphodius guineensis
Pharaphodius guineensis es una especie de escarabajo del género Pharaphodius, tribu Aphodiini. Fue descrita científicamente por Klug en 1835.
Se distribuye por Gambia, en la ciudad de Serekunda. Mide aproximadamente 5,8 milímetros de longitud.